# Plex (Album)
Plex ist ein Jazzalbum der Formation Fazer, bestehend aus Martin Brugger, Paul Brändle, Matthias Lindermayr, Simon Popp und Sebastian Wolfgruber. Die um 2021 entstandenen Aufnahmen erschienen am 14. Januar 2022 auf dem Label City Slang.

## Hintergrund
Die fünf Musiker, aus denen Fazer besteht, Martin Brugger (Bass), Matthias Lindermayr (Trompete), Paul Brändle (Gitarre) sowie Sebastian Wolfgruber und Simon Popp (Schlagzeug), lernten sich beim Studium an der Hochschule für Musik und Theater München kennen.
Die Mitglieder von Fazer haben unterschiedliche musikalische Hintergründe und bilden zusammen ein komplexes Geflecht aus Einflüssen – Big-Band-Jazz, Krautrock-Grooves, Straight-Ahead-Rock und sogar einen Hauch elektronischer Musik, notierte Ed Lindsey. Ihre unorthodoxe Besetzung mit zwei Schlagzeugern, die als eine einzige Einheit auftreten, präge „einen starken Einfluss auf den Rhythmus direkt in der DNA der Band“.
Im Jahr 2019, nach der Veröffentlichung ihrer zweiten LP Nadi, traf Fazer-Bassist und Gründungsmitglied Martin Brugger auf das, was er als den Ethos der Band ansah: „Wir als Band verhalten uns wie ein Fischschwarm. Weil sie sich in einem Körper bewegen, aber dennoch viele Individuen sind. … Alle.“ Passenderweise benannte die Band Nadi nach einem Sanskrit-Wort, das „Faden“ oder „Kanal“ bedeutet, durch den sich Lebensenergie bewegt. In ähnlicher Weise leitet sich der Titel ihrer 2022 veröffentlichten LP „Plex“ vom lateinischen Verb plectere ab, was „weben, flechten“ oder „binden“ bedeutet.

## Titelliste
- Fazer – Plex (City Slang SLANG50358)[2]

1. Ghazal 2:14
2. Thea 5:41
3. Dezember 4:41
4. Grenadier 5:14
5. Morning 3:32
6. Prague 3:49
7. Cuentro 6:13
8. Jaculysses 4:00
9. Fannie’s Theme 1:50
10. Cycle 4:12
11. Nago 3:56

## Rezeption
Auf einer Ebene macht der Albumtitel Sinn, meinte Casey Burke (Treble). Plex sei wie sein Vorgänger ein fein ausgearbeitetes Geflecht aus Klangfarben und Rhythmen. Das deutsche Quintett würde den Jazz konsequent als Ausgangspunkt für instrumentale Kompositionen nutzen, die nicht an einen bestimmten Stil oder eine bestimmte Kultur gebunden sind. Von Can beeinflusste Grooves und die Funk-Schattierungen von Fela Kuti klängen durch, ohne die minimalistische, fokussierte Ästhetik zu beeinträchtigen. Hier lege die Band einen zurückhaltenden Fokus auf die Struktur und wecke den Gedanken, dass alles jeden Moment seine Form verlieren könnte. Der Hauch eines möglichen Zusammenbruchs, diese sanfte Spannung, mache Plex umso belebender.

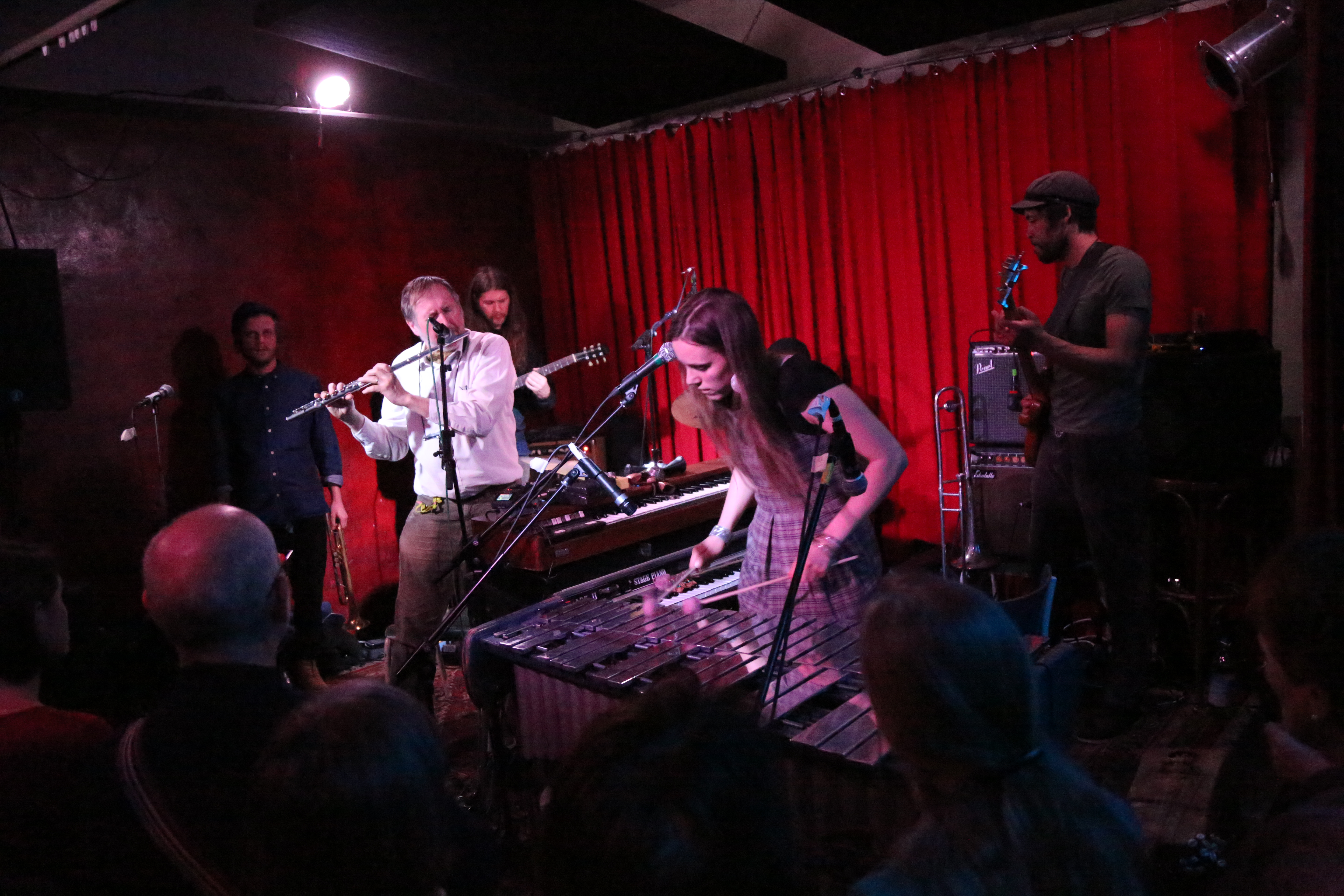
Die Band Embryo 2019 um Marja Burchard

Durch ihre harte Arbeit und ihr grenzenloses Talent hätten sich Fazer an die Spitze der nächsten Künstlergeneration gesetzt, die durch die historisch große Musikstadt München reiste, die die Heimat der legendären Labels ECM und Enja sowie der bahnbrechenden kosmischen Gruppen Amon Düül II, Popol Vuh und Embryo war, meint Nicolas Graves (Clash). Der Sound von Plex basiere auf der telepathischen Musikalität der Rhythmusgruppe. Im Mittelpunkt des Albums stehe echte Handwerkskunst; die Melodien in den Stücken würden sich tendenziell allmählich entwickeln, während die Grooves früh einrasten und kaum Abweichungen aufweisen.
Es sei vielleicht auch eine echte Stärke von ihnen, dass sie wissen, wie sie sich zurückhalten können. Und wenn man etwas genauer hinhöre, offenbaren sich Texturen, die man zunächst nicht bemerkt hat; subtile Synkopen, die Gelegenheitshörer an sich vorbeiziehen lassen würden. Und man werde daran erinnert, dass großartige Alben auch Welten erschaffen, nicht alle unterliegen den gleichen Regeln, und das sollte gefeiert werden.
Nach Ansicht von Oliver Schröder (Neolyd) gelingt es den Musikern ihre Stücke so minimalistisch wie ungewöhnlich zu halten, nicht nur zu untermalen, sondern damit auch weitere Türen zu öffnen. Zu Plex gebe es bereits zwei Videos, die die beiden Stücke „Grenadier“ und „Cuentro“ aus ihrer Komfortzone herausheben und in ein vermeintlich fremdes Habitat werfen. Zusammen mit den Videos werde erst so richtig klar, „wie universell anders sich Fazer ausdrücken. Wie sehr es in den Köpfen brodelt. Wie kontrolliert die einzelnen Teile trotzdem ineinandergreifen“. Jazz, Weltmusik, Krautrock und Pop würden zu einem „Fazerverse“ verschmelzen, mit dem die Band auf ihre ganz eigene Weise einen Gegenentwurf zu Kantes unkontrollierbarer Kreativitätsexplosion vorlegen. Plex sei genau die Summe ihrer einzelnen Teile. Mehr wäre weniger.
Plex würde einen elektrisierenden Moment einfangen, in dem sich Fazer stärker im Gleichschritt fühlte als je zuvor, lobte Ed Lindley (World Play). So legten sie alles ohne Reibungsverluste dar, und diese makellose Synchronizität sei auf der Platte zu hören. Es ist ein bisschen Jazz, ein bisschen Kraut, ein bisschen Pop, aber es ergebe mehr als die Summe seiner Teile.